# Faxekalk

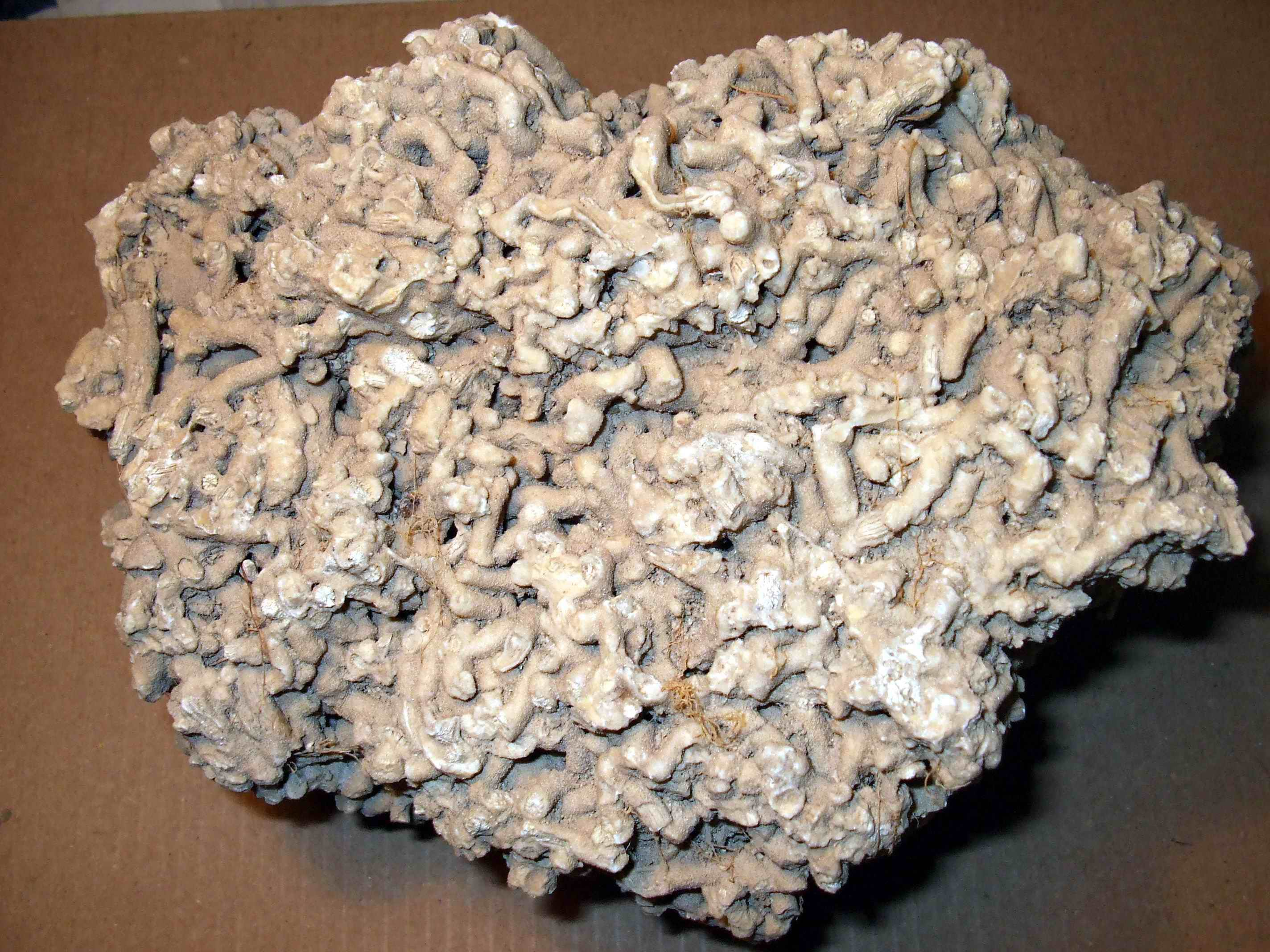
Faxekalk från Faxe i Danmark

Faxekalk är en korallkalksten som hör till yngre danien och vars namn kommer från den kända fyndorten för denna bergart, Faxe Bakke i Danmark.
Det är en gulvit kalksten som huvudsakligen är bildad av korallstockar, men samtidigt innehåller en stor mängd fossiler av kritatidens vattendjur.
Faxekalken är mycket varierande med avseende både på utseende och värde, beroende på om mellanrummen mellan korallstockarna är fyllda med slam eller ej. Ligger korallerna fritt med stora öppna mellanrum, har kalken ett rödaktigt utseende och är mycket skör. Oftast är dock mellanrummen delvis utfyllda med kalkslam och sten, och kalken är då pipig och lämpar sig mycket bättre för kalkbränning än de mera ihåliga varianterna.
I den fullständigt täta varianten, Faxe marmor, framträder korallgrenarna endast obetydligt. Den är hård och klingande och lämpar sig utmärkt för kalkbränning. För byggnadsändamål har den använts för fasadbeklädnad, men likartade större block är svåra att få fram på grund av kalkstenens varierande beskaffenhet.
Korallkalken innehåller inget utpräglat flintlager, men däremot oregelbundna, kiselsyrarika, hårda partier, som ej kan användas för bränning, men tillsammans med annat avfall kan den användas som utfyllnadsmaterial vid markarbeten.
I den icke lageruppdelade korallkalken förekommer det större eller mindre partier med limsten, som innehåller flintlager. Korallkalk av typen Faxekalk förekommer även i södra och sydvästra Skåne, och har brutits vid Limhamns kalkbrott.